# Hacı Zeynalabdin
Hacı Zeynalabdin (en  azerí:Hacı Zeynalabdin) es una localidad de Azerbaiyán, en el raión de Absheron.
Se encuentra a una altitud de -17 m sobre el nivel del mar. 

## Demografía
Según estimación 2010 contaba con 20435 habitantes.